# Bugatti Type 51

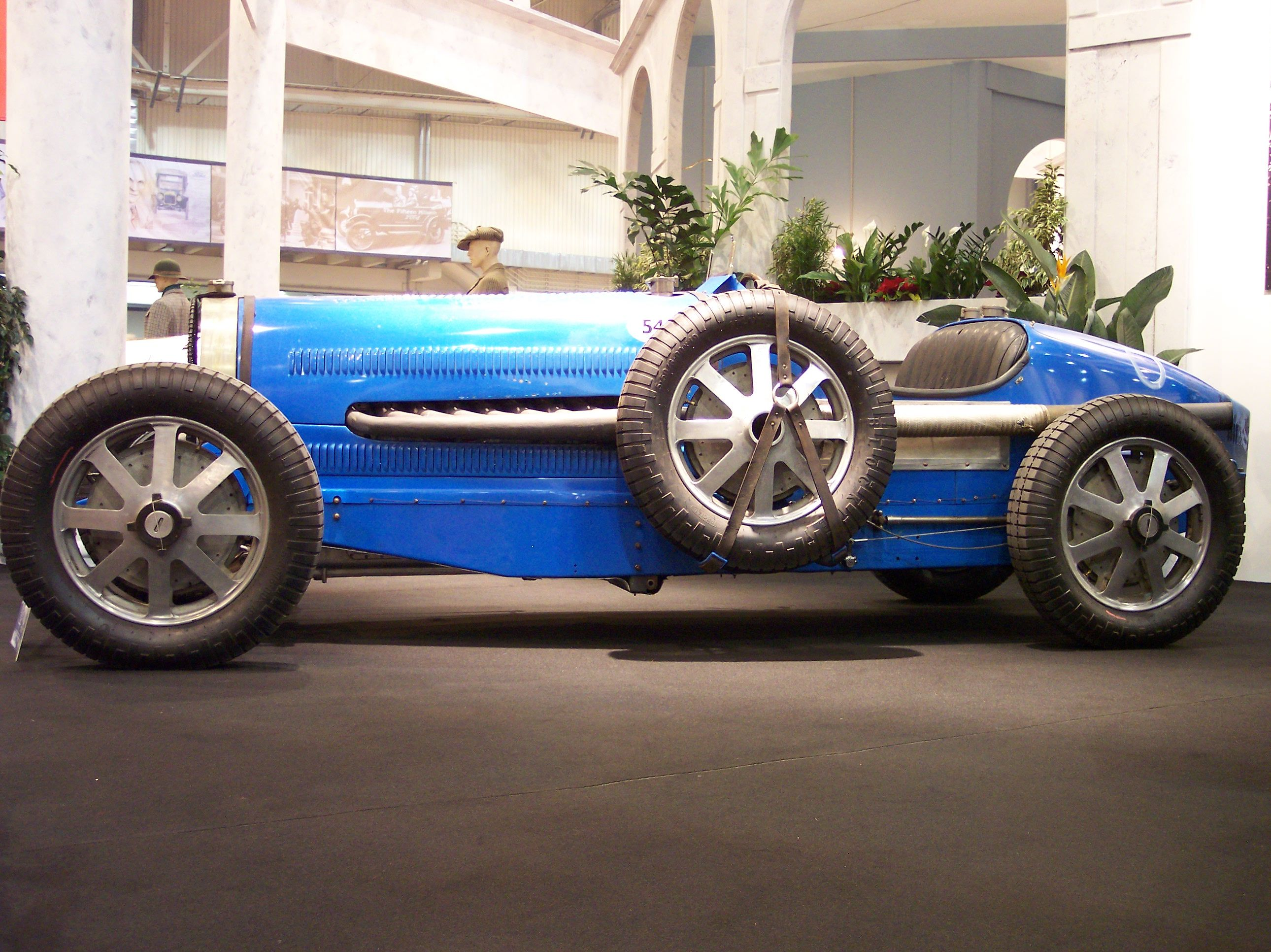
Bugatti Type 54

Bugatti Type 51 är en tävlingsbil, tillverkad av den franska biltillverkaren Bugatti mellan 1931 och 1935. Modellerna Type 54 och Type 59 var varianter på samma chassi. 
Det här var 1930-talets tävlingsbilar från Bugatti. Konkurrensen hade hårdnat och bilarna var inte alls så framgångsrika som företrädaren Type 35. Särskilt svårslagna var de statsunderstödda tyska och italienska konkurrenterna.

## Type 51

### Type 51
Type 51 var en uppdatering av 35B. Motorn hade nu dubbla överliggande kamaxlar, vilka styrde två ventiler per cylinder. Chassi och kaross hämtades i stort sett rakt av från företrädaren.

### Type 51A
Type 51A hade en mindre 1,5-litersmotor.

### Type 51C
Type 51C hade en tvålitersmotor.

### Motor
| Modell | Årsmodell | Motor                   | Cylindervolym | Effekt | Bränslesystem               |
| ------ | --------- | ----------------------- | ------------- | ------ | --------------------------- |
| T51    | 1929-36   | 8-cyl radmotor DOHC 16v | 2262 cm³      | 180 hk | Enkel förgasare, kompressor |
| T51A   | 1931-36   | 8-cyl radmotor DOHC 16v | 1493 cm³      | 130 hk | Enkel förgasare, kompressor |
| T51C   | 1931-36   | 8-cyl radmotor DOHC 16v | 1991 cm³      | 160 hk | Enkel förgasare, kompressor |

## Type 53
Type 53 var en fyrhjulsdriven version av Type 54, avsedd för backtävlingar. Det var den enda av Ettore Bugattis bilar som hade individuell framvagnsupphängning.

## Type 54
Type 54 var en större bil, med längre hjulbas och femlitersmotor.
- Wikimedia Commons har media som rör Bugatti Type 54.

## Type 59
Type 59 blev den sista utvecklingen i serien. Motorn användes även i sportbilen Type 57S. Till skillnad från tidigare tävlingsbilar hade den trådekerfälgar.
- Wikimedia Commons har media som rör Bugatti Type 59.